# Katapultni sedež
Katapultni sedež je naprava v zrakoplovu (največkrat vojaškem) namenjena varnem reševanju pilota v primeru nevarnosti. V večini primerov ima sedež vgrajen majhen raketni motor (eksplozivni naboj), ki z veliko hitrostjo pilota izstreli iz letala ali helikopterja. V nekaterih primerih se uporablja tudi katapultna kapsula za več članov posadke. 
Sedež ima vgrajeno padalo, ki se po navadi samo aktivira. Razlog za to so veliki pospeški pri izstrelitvi (čez 10 G), pri katerih lahko pilot izgubi zavest. Lovska letala so zaradi bolj zahtevnih režimov delovanja precej manj varna kot npr. potniška letala. Piloti uporabljajo katapultne sedeže večinoma v primerih, ko ni drugega izhoda. Izstrelitev je zaradi velikih pospeškov nevarna za vretenca hrbtenice. Zahodni sedeži imajo po navadi pospešek 12-14 g (117–137 m/s2), ruski pa več, 20–22 g, so pa slednji bolj zanesljivi. Nekateri sedeži se lahko izstrelijo pri hitrosti 0 km/h in višini 0 metrov (zero-zero), izvedli pa so tudi uspešne izstrelitve pri 3,25 Macha na višini 80.000 ft (24.000 m).
Na zahodu proizvaja katapultne sedeže podjetje britanski Martin-Baker, v Rusiji pa NPP Zvezda. Veliko zahodnih lovcev uporablja ACES II katapultni sedež (več kot 10.000 izdelanih).
Kamov Ka-50 je prvi serijski helikopter na svetu s katapultnim sedežem. Pri katapultiranju se rotorji ločijo od helikopterja in pilot se izstreli podobno kot pri letalu. Vendar so na helikopterjih katapultni sedeži zelo redki, predvsem zaradi nevarnega rotorja. Ka-50 ima nameščene eksplozivne naboje na rotorju. 
Katapultne sedeže uporabljajo tudi nekatera vesoljska plovila.